# Pratibha Kumar
| (117708) 2005 FP5 | 30 mars 2005  |
| (166944) Seton    | 25 avril 2003 |
| (248245) 2005 FQ5 | 30 mars 2005  |

Pratibha Kumar est une astronome indienne.

## Biographie
Le Centre des planètes mineures la crédite de la découverte de trois astéroïdes entre 2003 et 2005. Son mari, Vishnu Reddy, a découvert pour sa part vingt-trois astéroïdes.